# Torradello
Torradello è una frazione del comune di Battuda in provincia di Pavia posta ad ovest del centro abitato, verso Trivolzio.

## Storia
Torradello (CC L234) è noto fin dal XV secolo, quando era detto Torradellum Danariorum e faceva parte della squadra (podesteria) di Marcignago, nella Campagna Soprana. Nel XVIII secolo era infeudato ai Lucini di Milano e utilizzata come residenza estiva. Nel 1872 il comune fu soppresso e unito a Battuda.

## Economia
Torradello dal XVI secolo era un importante scalo mercantile che serviva come punto di scambio merci tra molti piccoli paesi.
Negli anni precedenti alla seconda guerra mondiale, a Torradello nacque una base di ricerca bellica al fine di dotare il Regio esercito di autoblindi. Successivamente a causa dei continui bombardamenti e della guerra civile, la base è stata abbandonata dopo la sua distruzione.

## Società

### Evoluzione demografica
1. 523 nel 1775
2. 592 nel 1805
3. 824 nel 1861[2]
4. 1238 nel 1970
5. 311 nel 2020